# Kirchenkreis Bayreuth
Der evangelische Kirchenkreis Bayreuth ist einer der vier Kirchenkreise der Evangelisch-Lutherischen Kirche in Bayern. Er umfasst fast das gesamte Gebiet Oberfrankens und kleine Teile Unterfrankens, Mittelfrankens und der Oberpfalz.
Die seit dem 1. März 2025 amtierende Regionalbischöfin ist Oberkirchenrätin Berthild Sachs, die zuvor Dekanin in Schwabach war. Im März 2025 gab die Landeskirche zudem das Ende des Kirchenkreises Bayreuth in seiner jetzigen Gestalt zum 1. Januar 2027 bekannt. Regionalbischöfin Sachs ist davon insofern betroffen, als sich ihr regionaler Zuständigkeitsbereich ändern wird. Offen ist, ob im bayerischen Franken zwei neue oder ein neuer Kirchenkreis entstehen wird. Das betrifft auch den benachbarten Kirchenkreis Nürnberg und den Kirchenkreis Ansbach-Würzburg. Bis zum Frühjahr 2026 soll die neue Struktur für die drei fränkischen Kirchenkreise erarbeitet werden.

## Geschichte
Der Kirchenkreis wurde im Januar 1921 gemeinsam mit den Kirchenkreisen München und Ansbach von der Evangelisch-Lutherischen Kirche in Bayern eingerichtet, als nach dem Ende des landesherrlichen Kirchenregiments die konsistorial verfasste zu einer presbyterial-synodal verfassten Kirche umgebildet und das Konsistorium Bayreuth aufgehoben wurde. Er umfasste anfangs 26 Dekanate. Im April 1921 kam das Dekanat Coburg dazu, nachdem der Freistaat Coburg sich schon 1920 mit Bayern vereinigt hatte. Bei der Bildung des Kirchenkreises Nürnberg im Jahr 1935 gab der Kirchenkreis die Dekanate Hersbruck und Münchaurach (1972 aufgehoben) an diesen sowie die Dekanate Rothausen (seit 1947 Bad Neustadt an der Saale), Rüdenhausen (seit 1967 Castell) und Schweinfurt an den Kirchenkreis Ansbach ab. Bei der Gründung des Kirchenkreises Regensburg im Jahr 1951 gingen die Dekanate Cham, Neumarkt in der Oberpfalz, Sulzbach-Rosenberg und Weiden in der Oberpfalz an diesen; das Dekanat Gräfenberg wechselte in den Kirchenkreis Nürnberg.

## Dekanatsbezirke
Der Kirchenkreis gliedert sich derzeit (Stand 2022) in 15 Dekanatsbezirke:
| - Bayreuth-Bad Berneck (fusioniert aus den Dekanaten Bad Berneck und Bayreuth) - Bamberg - Coburg - Forchheim (Sitz Muggendorf) - Hof - Kronach-Ludwigsstadt - Kulmbach | - Michelau (bei Lichtenfels) - Münchberg - Naila - Pegnitz - Rügheim (bei Hofheim in Unterfranken) - Selb - Thurnau - Wunsiedel |

Zum Jahreswechsel 2024/25 wird das Dekanat Pegnitz aufgelöst und geht in das Dekanat Bayreuth-Bad Berneck über.

## Liste der Regionalbischöfe (bis 1999 Kreisdekane)
| - 1921–1936 Karl Prieser - 1937–1947 Otto Bezzel - 1947–1961 Karl Burkert - 1961–1973 Emil Flurschütz - 1974–1975 Johannes Hanselmann | - 1975–1989 Johannes Meister - 1990–1991 Walter Schieder - 1992–2009 Wilfried Beyhl - 2009–2024 Dorothea Greiner - seit 2025 Berthild Sachs |
| | |